# Haas VF-23
Chronologie des modèles (2023)
Haas VF-22 Haas VF-24
La Haas VF-23 est la monoplace engagée par l'écurie Haas F1 Team pour la saison 2023 du championnat du monde de Formule 1.
Elle est pilotée par le Danois Kevin Magnussen ainsi que par l'Allemand Nico Hülkenberg qui remplace Mick Schumacher, l'écurie américaine ayant décidé de ne pas renouveler son contrat après la saison 2022.

## Présentation
La livrée de la VF-23 est dévoilée le 31 janvier 2023. La monoplace elle-même est présentée le 11 février sur le circuit de Silverstone où Kevin Magnussen effectue ses premiers tours de piste,. 
Avec 10 points, l'équipe, en grande difficulté, se classe à la dernière place du championnat.

## Résultats en championnat du monde de Formule 1
| Saison | Écurie                 | Moteur                                    | Pneus   | Pilotes         | Courses | Courses | Courses | Courses | Courses | Courses | Courses | Courses | Courses | Courses | Courses | Courses | Courses | Courses | Courses | Courses | Courses | Courses | Courses | Courses | Courses | Courses | Points inscrits | Classement |
| Saison | Écurie                 | Moteur                                    | Pneus   | Pilotes         | 1       | 2       | 3       | 4       | 5       | 6       | 7       | 8       | 9       | 10      | 11      | 12      | 13      | 14      | 15      | 16      | 17      | 18      | 19      | 20      | 21      | 22      | Points inscrits | Classement |
| ------ | ---------------------- | ----------------------------------------- | ------- | --------------- | ------- | ------- | ------- | ------- | ------- | ------- | ------- | ------- | ------- | ------- | ------- | ------- | ------- | ------- | ------- | ------- | ------- | ------- | ------- | ------- | ------- | ------- | --------------- | ---------- |
| 2023   | MoneyGram Haas F1 Team | Ferrari V6 turbo hybride Tipo 066/10 1.6L | Pirelli |                 | BAH     | SAU     | AUS     | AZE     | MIA     | MON     | ESP     | CAN     | AUT     | GBR     | HON     | BEL     | P-B     | ITA     | SIN     | JAP     | QAT     | USA     | MEX     | SAO     | LAS     | ABU     | 12              | 10e        |
| 2023   | MoneyGram Haas F1 Team | Ferrari V6 turbo hybride Tipo 066/10 1.6L | Pirelli | Kevin Magnussen | 13e     | 10e     | Abd.    | 13e     | 10e     | Abd.    | 18e     | 17e     | 18e     | Abd.    | 17e     | 15e     | 16e     | 18e     | 10e     | 15e     | 14e     | 14e     | Abd.    | Abd.    | 13e     | 20e     | 12              | 10e        |
| 2023   | MoneyGram Haas F1 Team | Ferrari V6 turbo hybride Tipo 066/10 1.6L | Pirelli | Nico Hülkenberg | 15e     | 12e     | 7e      | 17e     | 15e     | 17e     | 15e     | 15e     | Abd.    | 13e     | 14e     | 18e     | 12e     | 17e     | 13e     | 14e     | 16e     | 11e     | 13e     | 12e     | 19e*    | 15e     | 12              | 10e        |

Légende : ici 
- *Le pilote n'a pas terminé la course mais est classé pour avoir parcouru 90% de la distance.